# Timonius
Timonius är ett släkte av måreväxter. Timonius ingår i familjen måreväxter.

## Dottertaxa tillTimonius, i alfabetisk ordning[1]
- Timonius affinis
- Timonius albus
- Timonius alius
- Timonius amboinicus
- Timonius amungwiwanensis
- Timonius appendiculatus
- Timonius arborea
- Timonius argenteus
- Timonius auriculatus
- Timonius avenis
- Timonius balansaeanus
- Timonius bammleri
- Timonius belensis
- Timonius billitonensis
- Timonius bismarckensis
- Timonius bogoriensis
- Timonius borneensis
- Timonius bosaviensis
- Timonius bougainvillensis
- Timonius bracteatus
- Timonius branderhorstii
- Timonius carstensensis
- Timonius caudatifolius
- Timonius caudatus
- Timonius celebicus
- Timonius clementis
- Timonius confertiflorus
- Timonius corneri
- Timonius corymbosus
- Timonius creber
- Timonius cryptophlebus
- Timonius cuneatus
- Timonius cyathicalyx
- Timonius decipiens
- Timonius densiflorus
- Timonius diffusus
- Timonius dolichophyllus
- Timonius elegans
- Timonius enderianus
- Timonius epiphyticus
- Timonius esherianus
- Timonius eximius
- Timonius ferrugineus
- Timonius filipes
- Timonius finlaysonianus
- Timonius flavescens
- Timonius fuscus
- Timonius gammillii
- Timonius glabrescens
- Timonius glabrior
- Timonius gracilipes
- Timonius grandifolius
- Timonius hentyi
- Timonius heptamerus
- Timonius heterophyllus
- Timonius hirsutus
- Timonius hydrangeifolius
- Timonius imitans
- Timonius insularis
- Timonius involucratus
- Timonius jobiensis
- Timonius kaniensis
- Timonius klossii
- Timonius koikokoensis
- Timonius koordersii
- Timonius korrensis
- Timonius kostermansii
- Timonius laevigatus
- Timonius lageniferus
- Timonius lamii
- Timonius lanceolatus
- Timonius lasianthoides
- Timonius latifolius
- Timonius laugerioides
- Timonius laxus
- Timonius ledermannii
- Timonius longiflorus
- Timonius longifolius
- Timonius longistipulus
- Timonius longitubus
- Timonius macrophyllus
- Timonius matangensis
- Timonius melanophloeus
- Timonius meridionalis
- Timonius merokensis
- Timonius minahassae
- Timonius minutifolius
- Timonius modestus
- Timonius mollis
- Timonius montanus
- Timonius morobensis
- Timonius multinervis
- Timonius neobritannicus
- Timonius neocaledonicus
- Timonius ngoyensis
- Timonius nigrescens
- Timonius nitens
- Timonius nitidus
- Timonius novoguineensis
- Timonius nudiceps
- Timonius nymannii
- Timonius oblanceolatus
- Timonius oblongus
- Timonius obovatus
- Timonius octonervius
- Timonius oktediensis
- Timonius oligophlebius
- Timonius oreophilus
- Timonius ovalis
- Timonius ovalistipulus
- Timonius oxyphyllus
- Timonius pachyphyllus
- Timonius paiawensis
- Timonius palawanensis
- Timonius panayensis
- Timonius papuanus
- Timonius philippinensis
- Timonius platycarpus
- Timonius polyneurus
- Timonius ponapensis
- Timonius pseudaffinis
- Timonius pseudocapitatus
- Timonius pubistipulus
- Timonius pulgarensis
- Timonius pullenii
- Timonius pulposus
- Timonius quadrasii
- Timonius quinqueflorus
- Timonius ridleyi
- Timonius rigidus
- Timonius rivularis
- Timonius roemeri
- Timonius rotundus
- Timonius rufescens
- Timonius rufus
- Timonius salicifolius
- Timonius salsedoi
- Timonius samarensis
- Timonius scaber
- Timonius scabriflorus
- Timonius schefferi
- Timonius schumannii
- Timonius secundiflorus
- Timonius sessilis
- Timonius singularis
- Timonius solomonensis
- Timonius splendens
- Timonius subauritus
- Timonius subavenis
- Timonius subcoriaceus
- Timonius subsessilis
- Timonius sylvestris
- Timonius ternifolius
- Timonius teysmannii
- Timonius timon
- Timonius tomentosus
- Timonius trichanthus
- Timonius trichocaulon
- Timonius trichocladus
- Timonius trichophorus
- Timonius uniflorus
- Timonius urdanetensis
- Timonius vaccinioides
- Timonius valetonii
- Timonius wallichianus
- Timonius versteegii
- Timonius villamilii
- Timonius villosus
- Timonius virgatus
- Timonius wollastonii
- Timonius wrayi
- Timonius xanthocarpus
- Timonius zuckianus